# Lista över rektorer för Helsingfors universitet

## Rektorslängd

### Kungliga akademien i Åbo 1640-1809
- 1640-1641 Eskil Petraeus, professor i teologi
- 1641-1642 Mikael Wexionius, professor i historia och statsvetenskap
- 1642-1643 Sven Vigelius, professor i teologi
- 1643-1644 Erik Achrelius, professor i medicin och anatomi
- 1644-1645 Simon Kexlerus, professor i matematik
- 1645-1646 Johannes Elai Terserus, professor i teologi
- 1646-1647 Martin Stodius, professor i grekiska och hebreiska
- 1647-1648 Georg Alanus, professor i fysik och botanik
- 1648-1649 Nils Nycopensis, professor i logik och poesi
- 1649-1650 Eskil Petraeus, se 1640-1641
- 1650-1651	Erik Achrelius, se 1643-1644
- 1651-1652	Martin Stodius, se 1646-1647
- 1652-1653	Georg Alanus, se 1647-1648
- 1653-1654	Mikael Wexionius, se 1641-1642
- 1654-1655	Mikael Wexionius, se 1641-1642
- 1655-1656	Simon Kexlerus, se 1644-1645
- 1656-1657	Nils Nycopensis, se 1648-1649
- 1657-1658 Abraham Thauvonius, professor i fysik och botanik
- 1658-1659	Martin Stodius, se 1646-1647
- 1659-1660 Petrus Bergius
- 1660-1661 Olof Wexionius
- 1661-1662 Enevald Svenonius
- 1662-1664 Anders Thuronius
- 1664-1665 Axel Kempe
- 1665-1666	Abraham Thauvonius, se 1657-1658
- 1666-1667       Simon Kexlerus, se 1644-1645
- 1667-1668	Olof Wexionius, se 1660-1661
- 1668-1669	Enevald Svenonius, se 1661-1662
- 1669-1670	Petrus Bergius, se 1659-1660
- 1670-1671 Petrus Bång
- 1671-1672 Martin Miltopaeus
- 1672-1673 Nils Tunander
- 1673-1674 Jakob Flachsenius
- 1674-1675 Anders Petraeus
- 1675-1676	Axel Kempe, se 1664-1665
- 1676-1677 Elias Tillandz
- 1677-1678 Petter Laurbecchius
- 1678-1679	Enevald Svenonius, se 1661-1662
- 1679-1680 Johan Flachsenius
- 1680-1681 Johannes Gezelius d.y.
- 1681-1682 Erik Falander
- 1682-1683	Jakob Flachsenius, se 1673-1674
- 1683-1684	Elias Tillandz, se 1676-1677
- 1684-1685	Petter Laurbecchius, se 1677-1678
- 1685-1686	Enevald Svenonius, se 1661-1662
- 1686-1687	Johan Flachsenius, 1679-1680
- 1687-1688 Daniel Achrelius
- 1688-1689 Simon Tolpo
- 1689-1690 Anders Wanochius
- 1690-1691 Petter Hahn
- 1691-1692	Jakob Flachsenius, se 1673-1674
- 1692-1693 Jakob Swederus
- 1693-1694 David Lund
- 1694-1695	Petter Laurbecchius, se 1677-1678
- 1695-1696	Johan Flachsenius, se 1679-1680
- 1696-1697 Lars Braun
- 1697-1698 Magnus Steen † /Prorektor Lars Braun
- 1698-1699 Torsten Rudeen
- 1699-1700 Kristiern Alander
- 1700-1701 Johan Munster
- 1701-1702 Isak Pihlman
- 1702-1703 Lars Tammelin
- 1703-1704	Johan Flachsenius, se 1679-1680
- 1704-1705 Matthias Swederus
- 1705-1706	Petter Hahn, se 1690-1691
- 1706-1707 Simon Hahn
- 1707-1708 Per Hielm
- 1708-1709	Johan Munster, se 1700-1701
- 1709-1710	Lars Tammelin, se 1702-1703
- 1710-1711 Gabriel Juslenius
- 1711-1712 Israel Nesselius
- 1712-1713 Anders Pryss
- 1713 Ingemund Bröms
- 1714-1722	Anders Pryss, se 1712-1713, prorektor under Stora ofreden
- 1722-1724 Herman Ross
- 1724-1725 Samuel Schulteen
- 1725-1726 Klas Ekeblad, rector illustris
- 1726-1727	Anders Pryss, se 1712-1713
- 1727-1728 Jonas Fahlenius
- 1728-1729 Johan Thorwöste
- 1729-1730 Daniel Juslenius
- 1730-1731 Algot Scarin
- 1731-1732 Johan Haartman
- 1732-1733 Nils Hasselbom
- 1733-1734 Isak Björklund
- 1734-1735 Henrik Hassel
- 1735-1736 Anders Bergius
- 1736-1737 Samuel Schulteen
- 1737-1738 Herman Diedrich Spöring
- 1738-1739	Anders Pryss, se 1712-1713
- 1739-1740	Isak Björklund, se 1733-1734
- 1740-1741	Algot Scarin, se 1730-1731
- 1741 Petrus Filenius
- 1742 Lilla ofreden
- 1743-1744	Nils Hasselbom, se 1732-1733
- 1744-1745	Henrik Hassel, se 1734-1735
- 1745-1746 Johan Browallius
- 1746-1747	Herman Diedrich Spöring, se 1737-1738
- 1747-1748	Johan Browallius, se 1745-1746
- 1748-1749	Algot Scarin, se 1730-1731
- 1749-1750 Samuel Pryss
- 1750-1751 Olof Pryss
- 1751-1752	Henrik Hassel, se 1734-1735
- 1752-1753 Johan Tillander
- 1753-1754 Karl Fredrik Mennander
- 1754-1755 Carl Mesterton
- 1755-1756 Karl Abraham Clewberg
- 1756-1757 Pehr Kalm
- 1757-1758 Jakob Gadolin
- 1758-1759	Samuel Pryss, se 1749-1750
- 1759-1760	Olof Pryss, se 1750-1751
- 1760-1761 Johan Leche
- 1761-1762	Johan Tillander, se 1752-1753
- 1762-1763	Henrik Hassel, se 1734-1735
- 1763-1764	Jakob Gadolin, se 1757-1758
- 1764-1765	Karl Mesterton, se 1754-1755
- 1765-1766	Pehr Kalm, se 1756-1757
- 1766-1767 Isak Ross
- 1767-1768 Martin Johan Wallenius
- 1768-1769 Pehr Adrian Gadd
- 1769-1770 Johan Bilmark
- 1770-1771 Anders Planman
- 1771-1772	Henrik Hassel, se 1734-1735
- 1772-1773	Pehr Kalm, se 1756-1757
- 1773-1774	Jakob Gadolin, se 1757-1758
- 1774-1775	Pehr Adrian Gadd, 1768-1769
- 1775-1776 Jakob Haartman
- 1776-1777 Wilhelm Robert Nääf
- 1777-1778	Johan Bilmark, se 1769-1770
- 1778-1779	Anders Planman, se 1770-1771
- 1779-1780 Lars Lefrén
- 1780-1781	Jakob Gadolin, se 1757-1758
- 1781-1782 Matthias Calonius
- 1782-1783	Pehr Adrian Gadd, se 1768-1769
- 1783-1784	Johan Bilmark, se 1769-1770
- 1784-1785	Lars Lefrén, se 1779-1780
- 1785-1786	Anders Planman, se 1770-1771
- 1786-1787 Henrik Gabriel Porthan
- 1787-1788 Olof Schalberg
- 1788-1789 Salomon Kreander
- 1789-1790 Carl Niclas Hellenius
- 1790-1791 Johan Henrik Lindqvist
- 1791-1792 Gabriel Bonsdorff
- 1792-1793 Pehr Malmström
- 1793-1794 Kristian Cavander
- 1794-1795 Gabriel Erik Haartman
- 1795-1796	Johan Bilmark, se 1769-1770
- 1796-1797	Lars Lefrén, se 1779-1780
- 1797-1798 Lars Bonsdorff
- 1798-1799	Henrik Gabriel Porthan, se 1786-1787
- 1799-1800 Jakob Tengström
- 1800-1801	Matthias Calonius, se 1781-1782
- 1801-1802 Olof Schalberg
- 1802-1803	Carl Niclas Hellenius, se 1789-1790
- 1803-1804 Johan Gadolin
- 1804-1805 Gustaf Gadolin
- 1805-1806 Anders Johan Mether
- 1806-1807 Gustaf Gabriel Hällström
- 1807-1808	Matthias Calonius, se 1781-1782

### Kejserliga akademien i Åbo 1809-1828
- 1809-1810	Gustaf Gadolin , se 1804-1805
- 1810-1811	Gabriel Bonsdorff, se 1791-1792
- 1811-1812	Johan Gadolin, se 1803-1804
- 1812-1813	Gustaf Gadolin, se 1809-1810
- 1813-1814	Gustaf Gabriel Hällström, se 1806-1807
- 1814-1815 Joseph Pippingsköld
- 1815-1816 Johan Fredrik Wallenius
- 1816-1817 Henrik Snellman
- 1817-1818 Daniel Myréen
- 1818-1819 Anders Johan Lagus
- 1819-1820 Erik Gabriel Melartin
- 1820-1821 Johan Bonsdorff
- 1821-1822 Hans Henrik Fattenborg
- 1822-1823 Johan Henrik Avellan
- 1823-1824 Fredrik Wilhelm Pipping
- 1824-1825 Carl Reinhold Sahlberg
- 1825-1826 Fredrik Bergbom
- 1826-1827	Gustaf Gadolin, se 1809-1810
- 1827-1828	Gustaf Gabriel Hällström, se 1813-1815

### Kejserliga Alexanders-universitetet i Helsingfors 1828-1919
- 1828-1829	Daniel Myréen, se 1817-1818
- 1829-1832	Gustaf Gabriel Hällström, se 1806-1807
- 1832-1833	Erik Gabriel Melartin, se 1819-1820
- 1833-1839	Fredrik Wilhelm Pipping, se 1823-1824
- 1839-1845 Nils Abraham af Ursin
- 1845-1848 Wilhelm Gabriel Lagus, professor i juridik
- 1848-1858 Gabriel Rein
- 1858-1869 Adolf Edvard Arppe
- 1869-1872 Lorenz Leonard Lindelöf
- 1872-1875 Adolf Moberg
- 1875-1878 Zachris Topelius
- 1878-1884 Wilhelm Lagus
- 1884-1887 August Ahlqvist
- 1887-1896 Thiodolf Rein, professor i filosofi
- 1896-1899 Jaakko Forsman
- 1899-1905 Edvard Hjelt, professor i kemi
- 1905 Rabbe Axel Wrede, professor i juridik
- 1905-1907	Edvard Hjelt, se 1899-1905
- 1907-1911 Ivar August Heikel, professor i grekisk litteratur
- 1911-1915 Anders Donner, professor i astronomi
- 1915-1920 Waldemar Ruin, professor i pedagogik och didaktik

### Helsingfors universitet 1919-
- 1920-1922 Ivar August Heikel se 1907-1911
- 1923-1926 Hugo Suolahti, professor i germanska språk
- 1926-1930 Antti Tulenheimo, professor i straffrätt
- 1931-1938 Karl Robert Brotherus, professor i statskunskap
- 1938-1941 Kaarlo Linkola, professor i botanik
- 1941-1945 Rolf Nevanlinna, professor i matematik
- 1945-1950 Arthur Långfors, professor i romansk filologi
- 1950-1953 Erik Lönnroth
- 1953-1956 Paavo Ravila
- 1956-1962 Edwin Linkomies, professor i latinsk litteratur
- 1962-1971 Erkki Kivinen
- 1971-1973 Mikko Juva, professor i finländsk och skandinavisk kyrkohistoria
- 1973-1978 Ernst Palmén
- 1978-1983 Nils Oker-Blom, professor i virologi
- 1983-1988 Olli Lehto, professor i matematik
- 1988-1992 Päiviö Tommila, professor i historia
- 1992-1996 Risto Ihamuotila, professor i jordbrukspolitik
- 1996-2003 Kari Raivio, professor i perinatal medicin
- 2003-2008 Ilkka Niiniluoto, professor i teoretisk filosofi
- 2008-2013 Thomas Wilhelmsson, professor i civil- och handelsrätt
- 2013-2018 Jukka Kola, professor i jordbrukspolitik
- 2018- Jari Niemelä, professor i stadsekologi